# Lewon Mykyrtczian
Lewon Mykyrtczian (orm. Լեւոն Մկրտչյան, ros. Лево́н Ники́тович Мкртчян, ur. 8 maja 1938 w Gandży) – radziecki i armeński lekarz i polityk.

## Życiorys
1961 ukończył Erywański Instytut Medyczny, od 1961 w pracy naukowej i wykładowczej, od 1967 członek KPZR. Od 1972 doktor nauk medycznych, od 1973 profesor. Od 1977 dyrektor Onkologicznego Centrum Naukowego Ministerstwa Ochrony Zdrowia Armeńskiej SRR, 1979-1990 członek prezydium zarządu towarzystwa naukowego onkologów ZSRR, 1990-1991 członek KC KPZR. Autor 285 publikacji naukowych, w tym 13 monografii, a także 7 patentów. Od 1984 honorowy członek towarzystwa patologów Węgier, od 1996 członek Rady Dyrektorów Amerykańskiego Instytutu Biograficznego.